# Samuel Ramey
Pour les articles homonymes, voir Ramey.
Samuel Edward Ramey est un chanteur d'opéra américain né le 28 mars 1942  à Colby, au Kansas. Admiré pour son registre et sa polyvalence, il est considéré comme l'une des meilleures basses de sa génération. Sa technique vocale lui permet de chanter Haendel, Mozart et Rossini, aussi bien que Verdi et Puccini.

## Carrière
Il étudie la musique à l'Université du Kansas et à l'Université d'État de Wichita. Après avoir été élève à l'Opéra de Santa Fé, il va à New York où il  se perfectionne auprès d'Armen Boyajian puis débute au New York City Opera, dans le rôle de Méphistophélés de Faust. Plus son répertoire s'agrandit, plus il passe de temps en Europe, à Berlin, Londres, Paris, Vienne, Glyndebourne, etc.
Il fait ses débuts au Metropolitan Opera en 1984 dans Rinaldo de Haendel. Depuis, il s'est produit dans les salles les plus prestigieuses, dont La Scala, Covent Garden, l'Opéra d'État de Vienne, l'Opéra de Paris, l'Opéra lyrique de Chicago, le New York City Opera, et au San Francisco Opera.

## Rôles importants
Samuel Ramey a notamment excellé dans Don Giovanni et Les Noces de Figaro de Mozart ; et dans le répertoire du bel canto, dans Semiramide, Le Barbier de Séville, Le Turc en Italie, L'Italienne à Alger, Maometto Secondo de Rossini ; Anna Bolena et Lucia di Lammermoor de Donizetti et Les Puritains de Bellini. Il participe du renouveau de Rossini et chante à plusieurs reprises au festival Pesaro.
Il a triomphé dans les trois grands Méphistophélès du répertoire, ceux de Mefistofele de Boito, de Faust de Gounod et de La Damnation de Faust de Berlioz. Il a incarné Le Philosophe de Chérubin de Massenet, Le Comte des Grieux dans Manon de Massenet, Barbe-Bleue dans Le Château de Barbe-Bleue de Bartok. Il s'est aussi distingué dans Nabucco, Don Carlos, I Lombardi,Attila et Jérusalem de Verdi, dans Les Contes d'Hoffmann d'Offenbach et dans Boris Godounov de Moussorgski.

## Source
- (en) Cet article est partiellement ou en totalité issu de l’article de Wikipédia en anglais intitulé « Samuel Ramey » (voir la liste des auteurs).